# 585
585 (DLXXXV) fue un año común comenzado en lunes del calendario juliano, en vigor en aquella fecha.

## Acontecimientos
- Leovigildo conquista el reino suevo del noroeste peninsular (España), que desaparece tras 165 años de existencia.(409-585).
- Sisberto asesina a Hermenegildo en Tarragona.[1]

## Nacimientos
- Teodeberto II, rey franco de Austrasia.

## Fallecimientos
- Hermenegildo es ejecutado por orden de su padre Leovigildo, rey visigodo de Hispania.
- Andeca, rey de los suevos.